# 一個都不能多
《一個都不能多》是Netflix原創西班牙青少年劇情電視劇，改編自西班牙作家兼編劇米格爾·薩斯·卡拉爾於2021年出版的同名小說。本劇由荷西·曼紐爾·洛倫佐和薩斯·卡拉爾擔任主創，後者和伊莎·桑切斯（Isa Sánchez）共同編劇。領銜主演為妮可·瓦勒斯、克拉拉·加列和艾莎·維拉韋德（Aïcha Villaverde）。首季於2024年5月31日在Netflix播出。

## 劇情
高中少女艾瑪（妮可·瓦勒斯飾）揭露學校內發生了性侵案，她想藉由自身力量替受害者發聲，卻讓自己陷入麻煩。

## 演員及角色

### 主要角色
- 妮可·瓦勒斯 飾演 艾瑪（Alma）
- 克拉拉·加列 飾演 葛蕾塔（Greta）：艾瑪認識多年的好友。
- 艾莎·維拉韋德（Aïcha Villaverde）飾演 娜塔（Nata）

### 常設角色
- 加布里耶·格瓦拉（英语：Gabriel G. Mourreau） 飾演 艾伯托（Alberto）：娜塔的男友。
- 泰瑞莎·德梅拉（西班牙语：Teresa de Mera） 飾演 貝塔（Berta）：艾瑪和葛蕾塔小學時期最要好的同學，中學時轉學至藝術學校後便和她們失聯。
- 伊萬·馬薩格（英语：Iván Massagué） 飾演 歷史老師
- 荷西·帕斯托（西班牙语：José Pastor） 飾演 大衛（David）：葛蕾塔的哥哥。
- 丹尼爾·德洛倫佐（Daniel de Lorenzo）飾演 赫南（Hernán）：艾瑪的朋友，擅長製作音樂。
- 露絲·狄亞茲（英语：Ruth Díaz） 飾演 薇洛（Vero）：艾瑪的母親
- 埃羅伊·阿索林（英语：Eloy Azorín） 飾演 帕布洛（Pablo）：艾瑪的父親
- 莎拉·里維羅（西班牙语：Sara Rivero）

### 客串角色
- 希亞拉·費南德茲（Shiara Fernández）飾演 Bambi
- 艾莎·查韋斯（Elsa Chaves）飾演 葛蕾塔的母親

## 集數
| 集數 | 標題                                             | 導演                       | 編劇                                           | 上線日期      |
| ---- | ------------------------------------------------ | -------------------------- | ---------------------------------------------- | ------------- |
| 1    | 試播集 Piloto                                    | 愛德華·科特斯              | 米格爾·薩斯·卡拉爾和伊莎·桑切斯（Isa Sánchez） | 2024年5月31日 |
| 2    | 起源 Zona cero                                   | 愛德華·科特斯              | 米格爾·薩斯·卡拉爾和伊莎·桑切斯                | 2024年5月31日 |
| 3    | 姐妹，我相信妳 Yo sí te creo, hermana            | 大衛·烏羅阿（David Ulloa） | 米格爾·薩斯·卡拉爾和伊莎·桑切斯                | 2024年5月31日 |
| 4    | 混蛋寶貝 A**hole Baby                            | 大衛·烏羅阿                | 米格爾·薩斯·卡拉爾和伊莎·桑切斯                | 2024年5月31日 |
| 5    | 婦女節 8M                                        | 瑪塔·豐特（Marta Font）    | 米格爾·薩斯·卡拉爾和伊莎·桑切斯                | 2024年5月31日 |
| 6    | 貝塔 Berta                                       | 瑪塔·豐特                  | 米格爾·薩斯·卡拉爾和伊莎·桑切斯                | 2024年5月31日 |
| 7    | 如何捕獵性掠奪者 Cómo cazar a un agresor escolar | 愛德華·科特斯              | 米格爾·薩斯·卡拉爾和伊莎·桑切斯                | 2024年5月31日 |
| 8    | 流血或流淚 A sangre o lágrimas                   | 愛德華·科特斯              | 米格爾·薩斯·卡拉爾和伊莎·桑切斯                | 2024年5月31日 |

## 製作
2022年9月21日，宣布DLO製片公司（DLO Producciones）正在為Netflix製作改編自米格爾·薩斯·卡拉爾出版的青少年懸疑小說《一個都不能多》（Ni una más）的同名電視劇，該公司的創辦人荷西·曼紐爾·洛倫佐擔任本劇的創作者兼執行製作，公司董事愛德華·科特斯、瑪塔·豐特（Marta Font）和大衛·烏羅阿（David Ulloa）等人均參與執導這部電視作品。劇中探討的主題和內容包括性暴力、女性主義、毒品使用、校園霸凌，以及青少年的人際關係發展。

### 選角
2022年9月22日，劇組宣布克拉拉·加列和妮可·瓦勒斯將領銜主演本劇，當時瓦勒斯的代表作品《我的過錯》尚未在Prime Video播映。2024年4月2日，艾莎·維拉韋德（Aïcha Villaverde）、荷西·帕斯托、泰瑞莎·德梅拉、加布里耶·格瓦拉、埃羅伊·阿索林、露絲·狄亞茲和伊萬·馬薩格等人加入演員陣容。同年4月15日，莎拉·里維羅和丹尼爾·德洛倫佐（Daniel de Lorenzo）也隨後出現在官方公告的演出詳情。

### 拍攝
主體拍攝於2022年10月開始在馬德里進行。

## 發行
前導預告於2024年5月3日發行，全劇於2024年5月31日在Netflix上映。

## 外部連結
- 官方网站
- 互联网电影数据库（IMDb）上《一個都不能多》的资料（英文）
- 在Netflix上觀看《一個都不能多》
- 豆瓣电影上《一個都不能多》的資料 （简体中文）
- 爛番茄上《一個都不能多》的資料（英文）